# Plumsteadville
 (juillet 2025).
Plumsteadville est une census-designated place située dans le comté de Bucks, dans l’État de Pennsylvanie, aux États-Unis. Lors du recensement de 2020, elle compte 2 553 habitants.